# Пісочниця (жанр відеоігор)

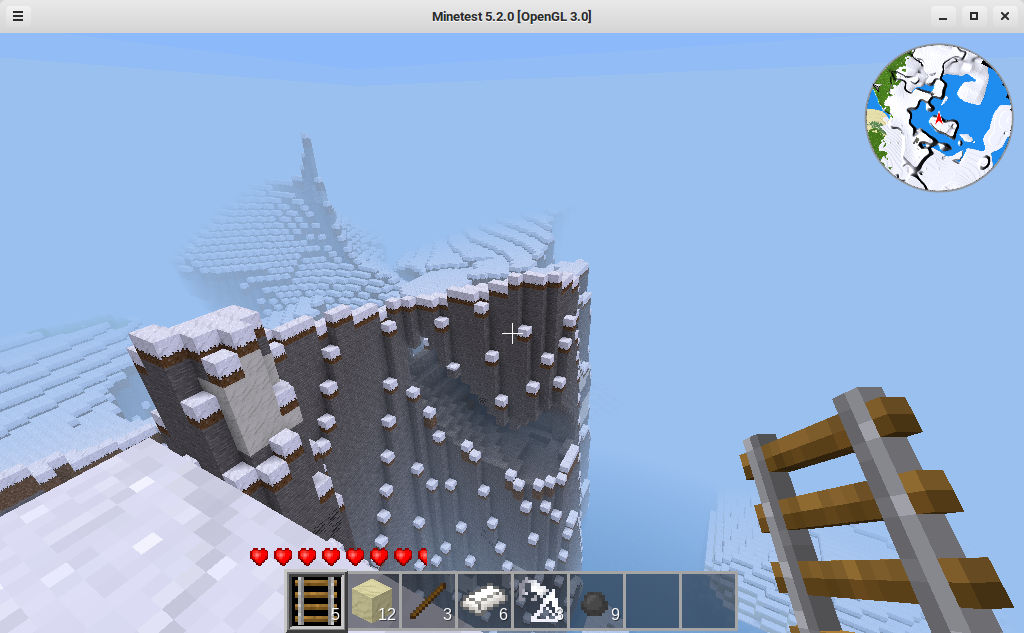
Скриншот open-source гри у жанрі пісочниця Minetest

Пісо́чниця (англ. sandbox) — жанр відеоігор, де гравець має можливість створювати, змінювати або знищувати своє оточення. Термін натякає на дитячу пісочницю, де дитина може створювати та знищувати без заданої мети. Хоча поняття «відкритий світ» та «пісочниця» іноді використовуються взаємозамінно, терміни стосуються різних понять і не є синонімами.
Пісочниця — це жанр відеоігор, в якому на гравця мінімально обмежують, що дозволяє геймеру бродити та змінювати віртуальний світ за бажанням. На відміну від гри в стилі прогресії, гра в пісочниці дозволяє геймеру вибирати завдання. Замість розміщення сегментованих областей або пронумерованих рівнів гра пісочниці зазвичай відбувається у «світі», до якого геймер має повний доступ від початку до кінця.
У деяких іграх можливо конструювати рівні та місії, випробовувати й грати в них, що зближує пісочницю також з поняттям конструктора ігор для програмістів і розробників.
Жанр «пісочниця» підтримує дуже розвинену функцію ігор-конструкторів. Залежно від гри, можливо, розібрати майже усі ігрові об'єкти й ландшафт на ресурси, і створити з них нові об'єкти (англ. crafting). Або, в іграх зі стратегічними або соціальними елементами, є широкомасштабне управління персонажами та об'єктами. Пісочниця може не залишати перед гравцем певних визначених цілей, роблячи його єдиною задачею перебування або виживання в ігровому світі та його дослідження.
Однак до «пісочниць» не відносять багато ігор жанрів «глобальна стратегія» і MMORPG, хоча вони теж мають розвинену систему видобутку ресурсів і крафту.
Приклади ігор-пісочниць: Minecraft, Terraria, Garry's Mod, SimCity, The Sims, Dwarf Fortress, Starbound, Hytale.
Ігри-пісочниці з відкритим світом: Crackdown, GTA IV, Second Life.